# Lok-Sabha-Wahlkreis Chamarajanagar
Der Lok-Sabha-Wahlkreis Chamarajanagar ist ein Wahlkreis bei den Wahlen zur Lok Sabha, dem Unterhaus des indischen Parlaments. Er liegt im Bundesstaat Karnataka und umfasst den gesamten Distrikt Chamarajanagar sowie einen Teil des Distrikts Mysuru.
Der Wahlkreis ist für Kandidaten aus unteren Kasten (Scheduled Castes) reserviert. Bei der letzten Wahl zur Lok Sabha waren 1.555.779 Einwohner wahlberechtigt.

## Letzte Wahl
Die Wahl zur Lok Sabha 2014 hatte folgendes Ergebnis:
| Kandidat              | Partei                | Stimmen |
| --------------------- | --------------------- | ------- |
| R. Dhruvanarayana     | INC                   | 50,1 %  |
| A. R. Krishnamurthy   | BJP                   | 37,6 %  |
| M. Shivanna           | JD(S)                 | 5,2 %   |
| Shivamallu            | BSP                   | 3,1 %   |
| Sonstige              | Sonstige              | 2,9 %   |
| Keiner der Kandidaten | Keiner der Kandidaten | 1,1 %   |

## Wahl 2009
Die Wahl zur Lok Sabha 2009 hatte folgendes Ergebnis:
| Kandidat            | Partei   | Stimmen |
| ------------------- | -------- | ------- |
| R. Dhruvanarayana   | INC      | 38,0 %  |
| A. R. Krishnamurthy | BJP      | 37,6 %  |
| M. Shivanna         | JD(S)    | 11,0 %  |
| N. Mahesh           | BSP      | 7,0 %   |
| Subbaiah            | Unabh.   | 2,1 %   |
| Sonstige            | Sonstige | 4,3 %   |

## Bisherige Abgeordnete
| Wahl | Name                 | Partei | Stimmen |
| ---- | -------------------- | ------ | ------- |
| 1962 | S. M. Siddaiya       | INC    | 48,5 %  |
| 1967 | S. M. Siddaiya       | INC    | 37,2 %  |
| 1971 | S. M. Siddaiya       | INC    | 61,9 %  |
| 1977 | B. Rachaiah          | INC    | 55,5 %  |
| 1980 | V. Sreenivasa Prasad | INC(I) | 58,5 %  |
| 1984 | V. Sreenivasa Prasad | INC    | 53,8 %  |
| 1989 | V. Sreenivasa Prasad | INC    | 55,2 %  |
| 1991 | V. Sreenivasa Prasad | INC    | 38,9 %  |
| 1996 | A. Siddaraju         | JD     | 30,8 %  |
| 1998 | A. Siddaraju         | JD     | 46,5 %  |
| 1999 | V. Sreenivasa Prasad | JD(U)  | 40,6 %  |
| 2004 | M. Shivanna          | JD(S)  | 37,1 %  |
| 2009 | R. Dhruvanarayana    | INC    | 38,0 %  |
| 2014 | R. Dhruvanarayana    | INC    | 50,1 %  |

## Wahlkreisgeschichte
Der Wahlkreis Chamarajanagar besteht seit der Lok-Sabha-Wahl 1962. Bis 1973 gehörte der Wahlkreis zum Bundesstaat Mysore, ehe dieser 1973 in Karnataka umbenannt wurde. 